# Luck Be a Lady
Luck Be a Lady (ou Luck Be a Lady Tonight) est une chanson écrite et composée par Frank Loesser pour sa comédie musicale Blanches colombes et vilains messieurs, créée à Broadway en 1950.
La chanson a été créée sur scène par Robert Alda, l'interprète du rôle de Sky Masterson dans la production originale de Broadway de 1950.
Dans le film Blanches colombes et vilains messieurs sorti en 1955, la chanson est chantée par l'acteur Marlon Brando. (Le site Songfacts dit : « Bien que Frank Sinatra semble être le choix évident pour jouer le rôle principal dans la version cinéma de 1955, il a été assigné a[u rôle de] Nathan Detroit, tandis que Brando a décroché le rôle de Masterson ».)
Plus tard, le titre est devenu une chanson phare du répertoire de Frank Sinatra.

## Accolades
La chanson (dans la version du film Blanches colombes et vilains messieurs sorti en 1955) est classée 42e dans la liste des « 100 plus grandes chansons du cinéma américain » selon l'American Film Institute (AFI). Le protagoniste, qui chante la chanson, est joué dans le film par Marlon Brando.